# Moon Motor Car Company

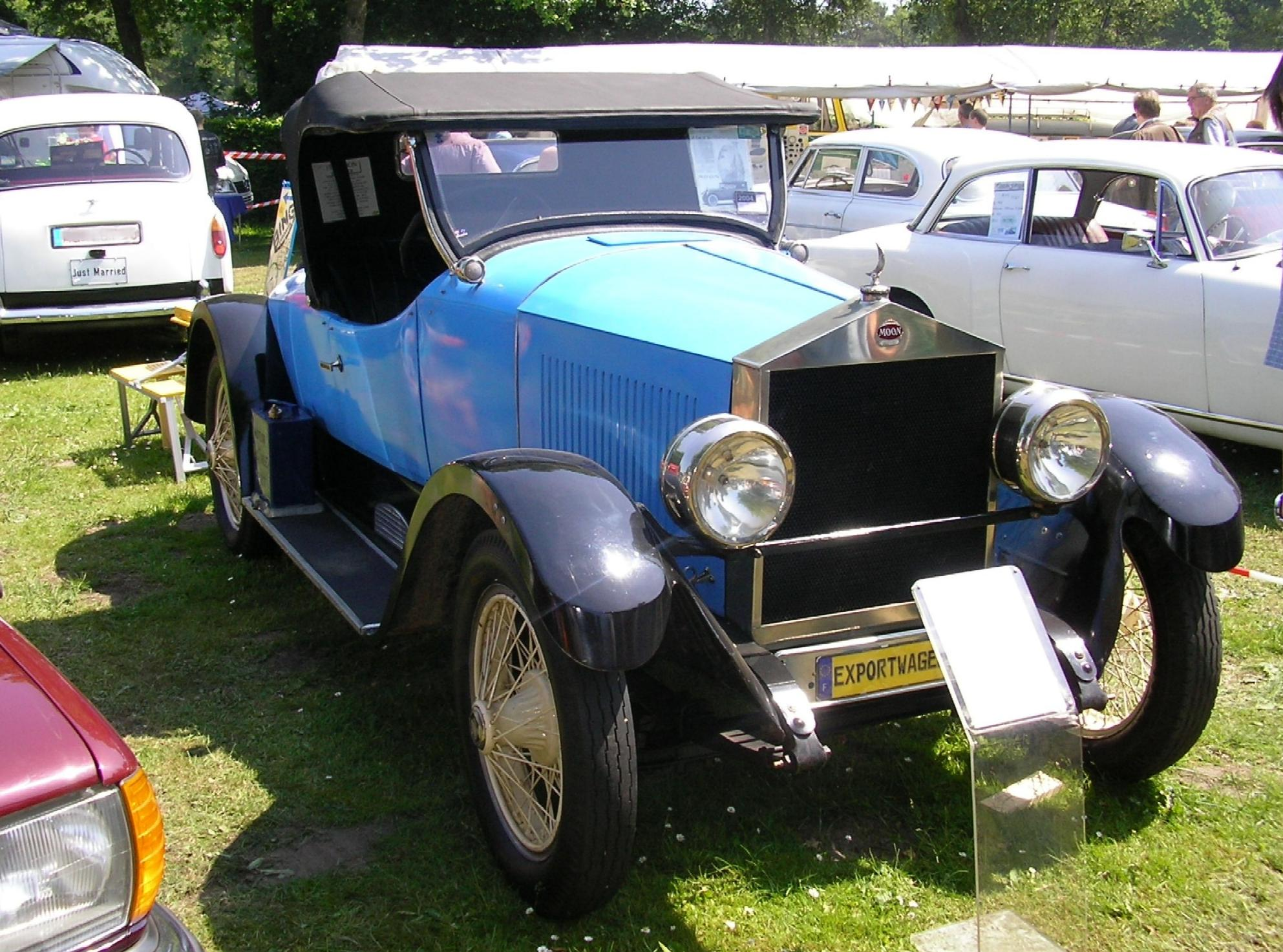
Moon Roadster Modell 6-40 (1922-1925)

Moon Motor Car Company, vorher Joseph W. Moon Buggy Company, war ein US-amerikanischer Fahrzeughersteller aus St. Louis (Missouri).

## Firmengründung
Joseph William Moon verließ 1893 nach einem Streit mit seinem Bruder John Corydon die Moon Brothers Carriage Company. Er gründete daraufhin mit der Joseph W. Moon Buggy Company sein eigenes Unternehmen. Er stellte weiterhin Kutschen her. Im April 1905 begann in einer Unterabteilung des Unternehmens die Produktion von Automobilen. Der Markenname lautete Moon. Bereits für 1905 wird die Firmierung Moon Motor Car Company genannt, wobei das inoffiziell war. 1907 erfolgte die Umfirmierung bzw. Gründung in Moon Motor Car Company. Eine andere Quelle gibt an, dass unter der ursprünglichen Firmierung bis 1917 Kutschen gefertigt wurden. Stewart McDonald wurde spätestens am 12. Februar 1919 nach dem Tod des Gründers neuer Präsident. Der Markenname Moon wurde 1929 aufgegeben. 1930 wurde das Unternehmen aufgelöst.
Eine Tochtergesellschaft Windsor Corporation produzierte von 1929 bis 1930 noch Fahrzeuge der Marke Windsor.

## Geschichte
- 1905 PKW für fünf Personen mit einem 30 bzw. 35 bhp (22, bzw. 25,7 kW) starken Rutenber-Motor. Das Auto wurde von Louis P. Mooers entworfen, der davor bei Peerless gearbeitet hatte. Dieses Fahrzeug, das als The Ideal American Car angepriesen wurde, kostete US$ 3.000,–.
- 1906 produzierte die Firma 45 Fahrzeuge.
- 1908 ging Moon dazu über, ihre Vierzylinder-Moon an die Hol-Tan Company in New York zu verkaufen, wo Locke, Quinby und Demarest die Fahrzeuge (Fahrgestelle) mit einer Karosserie versahen. Diese Hol-Tan-Autos wurden aber nur für ein Jahr verkauft.
- 1910 senkte man den Preis auf nunmehr 1500 bzw. 2000 $ für ein Neufahrzeug.
- 1913 war die Produktion schon auf 1540 Fahrzeuge angewachsen und man begann mit dem Einbau eines Sechszylindermotors. Ab 1916 gab es dann nur noch Sechszylindermodelle.
- 1919 starb der Firmengründer Joseph W. Moon; sein Schwiegersohn Stewart McDonald übernahm die Firma. Der Moon hatte sich inzwischen zu einem solide gebauten Auto entwickelt, das über einige Raffinessen verfügte und im Laufe der Zeit weiter entwickelt wurde. Die meisten Motoren waren seitengesteuert und von Continental.
- 1921 erschien mit dem 6-42 ein Modell ausschließlich für den Export; es hatte einen obengesteuerten Sechszylindermotor von der Falls Motor Corporation.
- 1923 wurden abnehmbare Felgen, austauschbare Räder und Ballonreifen eingeführt. Der beste Verkäufer des Unternehmens, Errett Lobban Cord, verließ das Unternehmen.
- 1924 folgten hydraulische Lockheed-Bremsen. Im gleichen Jahr wurde der Moon Roadster Typ 6-40 (3,4 Liter Hubraum) produziert.
- 1925 wurde folglich auch die höchste Produktion verzeichnet. 13.000 Fahrzeuge verließen das Werk in St. Louis. Im gleichen Jahr wurde die Marke Diana für ein gehobeneres Marktsegment eingeführt, 1928 aber wieder aufgegeben.
- 1928 kam der  Moon Aerotype 8-80 auf den Markt, eine leicht verbesserte Version des Anfang Jahr eingestellten Diana Eight. der bisherige Moon erschien als neues Modell Aerotype 6-72. Mit dieser Modellpolitik begann jedoch das Ende von Moon. Lediglich 3000 Fahrzeuge wurden verkauft. Die Firma geriet in finanzielle Schieflage. Präsident Stewart McDonald wurde durch C.W. Burst ersetzt, blieb trotz vieler Versuche jedoch letztlich erfolglos.
- 1929 wurde der Investor Archie Andrews auf die Moon Motor Car Company aufmerksam. Er war für seine Firma New Era Motors auf der Suche nach Produktionsmöglichkeiten für ein neues Luxusautomobil mit Frontantrieb das den Namen Ruxton tragen sollte. Andrews erwarb eine Mehrheit am Aktienkapital und ließ den Ruxton in St. Louis produzieren. Weitere entstanden bei der Kissel Motor Car Company in Hartford (Wisconsin), weil Moon zu wenig Kapazitäten hatte. Andrews’ Übernahme erfolgte gegen erbitterten Widerstand des bisherigen Managements mit daraus folgenden juristischen Auseinandersetzungen. Bereits im Januar war die Windsor Corporation als Tochtergesellschaft gegründet worden; deren Fahrzeuge wurden als Windsor angeboten. Im April 1929 wurde die Marke Moon aufgegeben, alle Automobile der Moon Motor Car Company wurden nun ebenfalls als Windsor verkauft. Außerdem ging man dazu über, auch ein Fahrzeug für die Baumwollpflücker-Vereinigung zu bauen.
- 1930 wurde zunächst der Windsor eingestellt, bald folgte auch der für New Era produzierte Ruxton: Die Fahrzeugproduktion überlebte das Jahr 1930 nicht.

Es dauerte zwei Jahrzehnte, bis man das Firmengeflecht aufgeteilt hatte. Nachdem der Wert des Unternehmens zur besten Zeit US$ 1.250.000,– betragen hatte, wurde es Anfang der 1930er Jahre für US$ 72.000,– an die Cupples Company verkauft, die Streichhölzer herstellte.

## Modelle
| Modell            | Bauzeitraum | Zylinder | Leistung               | Radstand     |
| ----------------- | ----------- | -------- | ---------------------- | ------------ |
| A                 | 1905–1906   | 4 Reihe  | 35 bhp (26 kW)         | 2692 mm      |
| C                 | 1907–1910   | 4 Reihe  | 32–35 bhp (23,5–26 kW) | 2794–2845 mm |
| D                 | 1908–1909   | 4 Reihe  | 32–35 bhp (23,5–26 kW) | 3073 mm      |
| 45                | 1910–1912   | 4 Reihe  | 45 bhp (33 kW)         | 3048–3124 mm |
| 30                | 1911–1912   | 4 Reihe  | 30–32 bhp (22–23,5 kW) | 2896–2946 mm |
| 40                | 1912        | 4 Reihe  | 32 bhp (23,5 kW)       | 3048 mm      |
| 39                | 1913        | 4 Reihe  | 25 bhp (18,4 kW)       | 2946 mm      |
| 48                | 1913        | 4 Reihe  | 32 bhp (23,5 kW)       | 3073 mm      |
| 65                | 1913        | 6 Reihe  | 38 bhp (28 kW)         | 3353 mm      |
| 42                | 1914        | 4 Reihe  | 32 bhp (23,5 kW)       | 2997 mm      |
| 6-50              | 1914–1916   | 6 Reihe  | 33–50 bhp (24–37 kW)   | 3251–3353 mm |
| 4-38              | 1915        | 4 Reihe  | 23 bhp (17 kW)         | 3048 mm      |
| 6-40              | 1915–1916   | 6 Reihe  | 29–40 bhp (21–29 kW)   | 3048–3124 mm |
| 6-30              | 1916        | 6 Reihe  | 30 bhp (22 kW)         | 2997 mm      |
| 6-43              | 1917        | 6 Reihe  | 40 bhp (29 kW)         | 2997 mm      |
| 6-66              | 1917–1919   | 6 Reihe  | 66 bhp (48,5 kW)       | 3175 mm      |
| 6-36              | 1918–1919   | 6 Reihe  | 35 bhp (26 kW)         | 2896 mm      |
| 6-45              | 1918        | 6 Reihe  | 45 bhp (33 kW)         | 3175 mm      |
| (Victory) 6-48    | 1920–1922   | 6 Reihe  | 48 bhp (35 kW)         | 2997 mm      |
| 6-68              | 1920–1921   | 6 Reihe  | 68 bhp (50 kW)         | 3150 mm      |
| 6-42              | 1921        | 6 Reihe  | 37 bhp (27 kW)         | 2921 mm      |
| 6-40 (Newport)    | 1922–1925   | 6 Reihe  | 50 bhp (37 kW)         | 2921 mm      |
| 6-75              | 1922        | 6 Reihe  | 70 bhp (51 kW)         | 3429 mm      |
| 6-58 (London)     | 1923–1926   | 6 Reihe  | 56–58 bhp (41–43 kW)   | 3251 mm      |
| Series A          | 1925–1927   | 6 Reihe  | 50 bhp (37 kW)         | 2870 mm      |
| 6-50 Metropolitan | 1925        | 6 Reihe  | 52 bhp (38 kW)         | 2921 mm      |
| 6-60              | 1927        | 6 Reihe  | 47 bhp (34,6 kW)       | 2794 mm      |
| (Aerotype) 6-72   | 1928–1929   | 6 Reihe  | 66 bhp (48,5 kW)       | 3048 mm      |
| (Aerotype) 8-80   | 1928–1929   | 8 Reihe  | 85 bhp (62,5 kW)       | 3175–3188 mm |